# Мария-Изабелла Австрийская
Мария-Изабелла Австрийская (нем. Maria Isabella von Österreich-Toskana; 1834 — 1901) — принцесса Бурбонская и обеих Сицилий, эрцгерцогиня Австрии.

## Биография
Родилась 21 мая 1834 года во Флоренции. Была первым ребёнком из десяти детей Леопольда II и Марии Антонии Бурбон-Сицилийской. Полное имя при крещении — Maria Isabella Annunziata Giovanna Giuseppa Umilta Appolonia Philomena Virginia Gabriela.
10 апреля 1850 года вышла замуж за своего дядю — принца Франческо Бурбон-Сицилийского, младшего сына Франческо I и Марии Изабеллы Испанской. У них родилось шестеро детей:
- Мария Антуанетта (1851–1938);
- Леопольдо (1853–1870);
- Мария Тереза Фердинанда (1855–1856);
- Мария Каролина (1856–1941);
- Фердинандо (1857–1859);
- Мария Тереза Дженнара (1858–1873)[2].

Умерла 14 июля 1901 года в Люцерне.
Была награждена орденом Королевы Марии Луизы.